# Шисса
Шисса (Джисса) — одна из вершин Чёрных гор, проходящих по Краснодарскому краю и Карачаево-Черкесской Республике параллельно Главному Кавказскому хребту, в 65 километрах от него. Возвышается Шисса к северу от станицы Зеленчукская, между долинами двух рек — Большого и Малого Зеленчука, впадающих в Кубань. Высота 1609,9 метров (5284 фута). С северной стороны Шисса покрыта лесами и спускается довольно полого, с южной же вершина её обрывается отвесными скалами. На вершине горы установлен геодезический пункт.
В современных источниках вершина часто упоминается под названием Джисса.
В Энциклопедическом словаре Брокгауза и Ефрона 1903 года вершина описана под названием Шисса.